# Iberische Arsaciden
De Iberische Arsaciden (Georgisch:არშაკიანი, Aršakiani, or არშაკუნიანი, Aršakuniani), een zijtak van de Partische dynastie, die van ca.189 tot 284 na Chr. regeerden over het Georgische koninkrijk Iberië, tot de Chosroïden de troon overnamen.

## Geschiedenis
Toen de Arsaciden, Volgogases II (180 tot 191), de macht over de Armeense troon overnamen in 180, begonnen zij zich in stroomversnelling te mengen in het Iberische koningshuis. Volgens de middeleeuwse Georgische kronieken, zou de Armeense koning, welke professor Cyrille Toumanoff identificeert als Vologases II, geholpen hebben met de opstand van de edelen voor de omverwerping van zijn schoonbroer Amazasp II, de laatste van de Parnavaziërs en verving hem door zijn zoon Rev I.
| Koning         | Jaar        |
| -------------- | ----------- |
| Rev I          | 189 tot 216 |
| Vatsje         | 216 tot 234 |
| Bakoer I       | 234 tot 249 |
| Mithridates II | 249 tot 265 |
| Amazasp III    | 260 tot 265 |
| Aspagoer I     | 265 tot 284 |